# Sielsowiet Szczomyślica
Sielsowiet Szczomyślica (biał. Шчомысліцкі сельсавет, ros. Щомыслицкий сельсовет) – sielsowiet na Białorusi, w obwodzie mińskim, w rejonie mińskim. Od wschodu sąsiaduje z Mińskiem.

## Miejscowości
- agromiasteczka:
  - Ozierco
  - Szczomyślica
- wsie:
  - Antoniszki
  - Bohatyrewka
  - Dworyckaja Słabada (pol. Słoboda)
  - Horodyszcze
  - Leckowszczyzna
  - Malinówka
  - Nowaja Wioska (pol. Nowosiółki)
  - Nowy Dwór
  - Popowicze
  - Przyłuczki
  - Słoboda Przyłucka
  - Stroczyca
  - Wołczkiewicze
  - Zabłocie
- osiedle:
  - Chadakowa